# Lionello Hierschel de Minerbi
Carlo Leone Edwin Gioacchino Hierschel de Minerbi (né le 29 octobre 1873 à Paris et mort le 17 décembre 1937 à Rome) est un joueur de football et de tennis, collectionneur et homme politique italien.

## Biographie

### Carrière
En 1898, il évolue pour le club turinois de football de l'Internazionale Torino au poste de défenseur.
Il est député italien de 1909 à 1919.

### Famille
Issu d'une famille de nobles vénitiens d'origine juifs (famille anoblie par François-Joseph Ier), il est le neveu de la femme de lettres et philanthrope française Ernesta Stern et le cousin du banquier, homme de lettres et escrimeur Jean Stern.
Son fils, Oscar De Minerbi (1908-1951), est un joueur de tennis.